# Chile az 1960. évi nyári olimpiai játékokon
Chile az olaszországi Rómában megrendezett 1960. évi nyári olimpiai játékok egyik részt vevő nemzete volt. Az országot az olimpián 3 sportágban 9 sportoló képviselte, akik érmet nem szereztek.

## Atlétika
Férfi
| Versenyző     | Versenyszám | Előfutamtő    | Előfutamtő    | Döntő   | Döntő    |
| Versenyző     | Versenyszám | Idő           | Hely.         | Idő     | Helyezés |
| ------------- | ----------- | ------------- | ------------- | ------- | -------- |
| José Aceituno | 5000 m      | nem ért célba | nem ért célba | kiesett | kiesett  |
| Juan Silva    | Maraton     |               | 2:31:18,0     | 33.     |          |

| Versenyző        | Versenyszám | 100 m | 100 m | Távolugrás | Távolugrás | Súlylökés | Súlylökés | Magasugrás | Magasugrás | 400 m | 400 m | 110 m gát | 110 m gát | Diszkoszvetés | Diszkoszvetés | Rúdugrás | Rúdugrás | Gerelyhajítás | Gerelyhajítás | 1500 m | 1500 m | Végeredmény | Végeredmény |
| Versenyző        | Versenyszám | Idő   | Pont  | Eredmény   | Pont       | Eredmény  | Pont      | Eredmény   | Pont       | Idő   | Pont  | Idő       | Pont      | Eredmény      | Pont          | Eredmény | Pont     | Eredmény      | Pont          | Idő    | Pont   | Pont        | Helyezés    |
| ---------------- | ----------- | ----- | ----- | ---------- | ---------- | --------- | --------- | ---------- | ---------- | ----- | ----- | --------- | --------- | ------------- | ------------- | -------- | -------- | ------------- | ------------- | ------ | ------ | ----------- | ----------- |
| Juris Laipenieks | Tízpróba    | 11,6  | 707   | 688 cm     | 749        | 12,65 m   | 640       | 165 cm     | 605        | 53,2  | 630   | 17,1      | 413       | 40,49 m       | 640           | 330 cm   | 438      | 61,44 m       | 764           | 4:57,5 | 279    | 5865        | 19.         |

Női
| Versenyző      | Versenyszám   | Selejtező | Selejtező | Döntő    | Döntő    |
| Versenyző      | Versenyszám   | Eredmény  | Helyezés  | Eredmény | Helyezés |
| -------------- | ------------- | --------- | --------- | -------- | -------- |
| Marlene Ahrens | Gerelyhajítás | 48,36 m   | 11.       | 47,53 m  | 12.      |

## Ökölvívás
| Versenyző       | Versenyszám | Selejtező         | 32-es főtábla                 | Nyolcaddöntő                  | Negyeddöntő       | Elődöntő          | Döntő             | Helyezés |
| Versenyző       | Versenyszám | Ellenfél Eredmény | Ellenfél Eredmény             | Ellenfél Eredmény             | Ellenfél Eredmény | Ellenfél Eredmény | Ellenfél Eredmény | Helyezés |
| --------------- | ----------- | ----------------- | ----------------------------- | ----------------------------- | ----------------- | ----------------- | ----------------- | -------- |
| Juan Díaz       | Pehelysúly  |                   | Danny Males (AUS) · 5-0       | Ernst Chervet (SUI) · 2-3     | kiesett           | kiesett           | kiesett           | 9.       |
| Alfredo Cornejo | Váltósúly   | erőnyerő          | Ghasem Yavarkandi (IRI) · 2-3 | kiesett                       | kiesett           | kiesett           | kiesett           | 17.      |
| Carlos Lucas    | Középsúly   |                   | Rodolfo Loza (ARG) · 4-1      | Jevgenyij Feofanov (URS) · KO | kiesett           | kiesett           | kiesett           | 9.       |

## Sportlövészet
Férfi
| Versenyző         | Versenyszám | Selejtező | Selejtező | Döntő | Döntő    |
| Versenyző         | Versenyszám | Pont      | Helyezés  | Pont  | Helyezés |
| ----------------- | ----------- | --------- | --------- | ----- | -------- |
| Juan Enrique Lira | Trap        | 93        | =6.       | 179   | =17.     |
| Gilberto Navarro  | Trap        | 85        | =33.      | 174   | 26.      |